# ヒューディブラス的
ヒューディブラス的（Hudibrastic）とは、英語詩の詩形で、名前はサミュエル・バトラーの『ヒューディブラス』（1672年、en:Hudibras参照）から取られている。バトラーはこの詩のために擬似英雄詩の韻文構造を考案した。詩行は、五歩格の代わりに、弱強四歩格で書かれた。押韻構成は英雄詩形と同じ「aa bb cc dd...」であるが、バトラーはユーモアを出すために女性韻を使った。
次に挙げるのは『ヒューディブラス』の冒頭の14行である。
When civil dudgeon first grew high, - (a)
And men fell out they knew not why? - (a)
When hard words, jealousies, and fears, - (b)
Set folks together by the ears, - (b)
And made them fight, like mad or drunk, - (c)
For Dame Religion, as for punk; - (c)
Whose honesty they all durst swear for, - (d)
Though not a man of them knew wherefore: - (d)
When Gospel-Trumpeter, surrounded - (e)
With long-ear'd rout, to battle sounded, - (e)
And pulpit, drum ecclesiastick, - (f)
Was beat with fist, instead of a stick; - (f)
Then did Sir Knight abandon dwelling, - (g)
And out he rode a colonelling. - (g)
「swear for」と「wherefore」（d）、および、「ecclesiastic」と「(in)stead of a stick」（f）の押韻はびっくりする・珍しい・ユーモラスなもので、くわえて、「-don dwelling」と「a colonelling」の押韻（g）もユーモアの効果を出すため、休止のポイントを不自然にしている。さらに、ヒューディブラス的の押韻構成は不適当な比較をほのめかす意図がある。たとえば、「drunk（酔っぱらい）」と「punk（娼婦）」の押韻（c）は、ピューリタンの宗教的陶酔が性交と酩酊のそれと同じであることをほのめかしている。
ヒューディブラス的は伝統的に風刺目的に使われた。たとえば、ジョナサン・スウィフトはほぼ全ての詩をヒューディブラス的で書いた。